# Castiliëlaan
De Castiliëlaan is een buurt in het stadsdeel Woensel-Noord in de Nederlandse stad Eindhoven. Op 1 januari 2023 telde de buurt 290 inwoners, verdeeld over 115 woningen, met een gemiddelde WOZ-waarde van € 263.000, op een oppervlakte van 0,8 km².
De buurt ligt in het noorden van Eindhoven. Het behoort tot de wijk Aanschot die uit de volgende buurten bestaat:
- Woenselse Heide
- De Tempel
- Blixembosch-West
- Blixembosch-Oost
- Castiliëlaan

De naam verwijst naar de hoofdstraat van de wijk.